# Сім'я життя
«Сім'я життя» (англ. Seeds of Life) — науково-фантастичний роман американського письменника Джона Тейна (псевдонім Еріка Темпла Белла). Окремою книгою вперше вийшов у 1951 році, виданий Fantasy Press у кількості 2 991 примірник. Вперше вийшов у журналі «Дивовижні історії щоквартально» у жовтні 1931 року.

## Сюжет
Роман розповідає про створення надлюдини за допомогою радіації.

## Відгуки
Переглянувши видання 1951 року, Грофф Конклін високо оцінив роман як «чудову казку», незважаючи «на стиль, який можна пробачити лише через його вік (1931 р.), а також характеристику та сюжет, які взагалі навряд чи можна пробачити». Також у 1951 році Бучер та Маккомас відзначають, що «навіть сьогодні він все ще може змагатися як один із найкраще написани [романів]» у своїй тематиці. П. Шуйлер Міллер вважав роман «верхньою точкою ... повним надзвичайно сміливих польотів уяви, які є візитною карткою Тейна», а також з «великою кількістю сатири, яка кусає та яку ми також маємо прийняти в книзі Тейна». Рецензент «Нью-Йорк таймс» Базіл Давенпорт розкритикував роман за сумнівну науку та «відсутність єдиної чіткої лінії розповіді», стверджуючи, що роман «звертається лише до нервів».
Еверетт Ф. Блейлер відзначив, що початкова частина роману є «захопливою», але в цілому «він має формальні дефекти, неадекватний розвиток часу, надлишок всього іншого, слабкі характеристики та проблеми з тонусом». Однак, він зробив висновок: «роман хороший, варто прочитати за його чесноти».

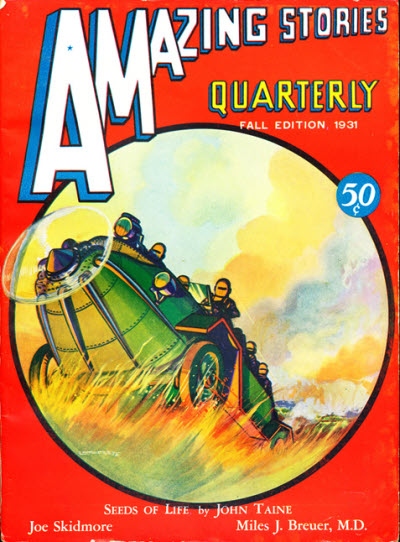
«Сім'я життя» було спочатку надруковано в 1931 році у вже неіснуючому журналі «Дивовижні історії щоквартально»